# 李兰茂
李兰茂（1927年—2008年8月19日）今河北省任丘市人，中国人民解放军中校，福州军区空军副司令员。

## 生平
1945年加入中国共产党。1947年参加中国人民解放军。历任班长、文书、书记、宣传员。参加了保北战役、平保战役、平津战役等战役战斗。1951年毕业于空军航空学校。后任空军飞行中队长。1952年参加抗美援朝战争，任中国人民志愿军空军副大队长、大队长，先后击落敌机四架，击伤一架，荣立一等功。1958年自苏联红旗空军学院毕业。此后历任空军团长、副师长、师长、空军漳州指挥所主任、福州军区空军副司令员。
李兰茂1955年被授予大尉军衔，1964年晋升为中校军衔，曾获解放奖章、独立功勋荣誉章。
2008年8月19日，副兵团职离休干部李兰茂在济南病逝，享年81岁。